# Брандсхаген
Брандсхаген (нем. Brandshagen) — община в Германии, в земле Мекленбург-Передняя Померания.
Входит в состав района Северная Передняя Померания. Подчиняется управлению Мильцов. Население составляет 1264 человека (на 31 декабря 2006 года). Занимает площадь 24,04 км².